# Пидласа, Роксолана Андреевна
Роксолана Андреевна Пидласа (укр. Роксолана Андріївна Підласа; род. 25 января 1994 года, Черкассы, Украина) — украинский экономист и общественный деятель. Народный депутат Украины IX созыва. Глава Комитета по вопросам бюджета Верховной Рады.

## Биография
Окончила Киевский национальный экономический университет имени Вадима Гетьмана (факультет международной экономики), Киевскую школу экономики (специальность «Публичная политика и управление»). В 2014 году прошла стажировку в Представительстве Европейского Союза на Украине.
С 2014 по 2015 год она работала в Американской торговой палате на Украине.
С 2015 по 2016 год — проектный менеджер Украинского кризисного медиа-центра. С 2016 года работала независимым консультантом и руководителем команды коммуникаций Министерства экономического развития и торговли.
С 2017 года была советником Министра экономического развития и торговли. В 2018 году Пидласа инициировала создание Национальной программы стажировок в центральных органах исполнительной власти.
Кроме украинского, свободно владеет английским и русским языками.

## Общественная деятельность
Роксолана Пидласа приняла участие в более чем 30 конференциях Европейского молодежного парламента на Украине, частично признанном государстве в Юго-Восточной Европе республике Косово, Латвии, Германии, Португалии, Сербии, Финляндии, Франции. Выступала в качестве делегата, позже — председателя комитета и вице-президента.

## Политическая деятельность
Кандидат в народные депутаты от партии «Слуга народа» на парламентских выборах 2019 года, № 104 в списке. На время выборов: советник Министра экономического развития и торговли, беспартийнaя. Проживает в Киеве.
Заместитель председателя Комитета Верховной Рады по вопросам экономического развития, занималась вопросами приватизации, публичных закупок, антимонопольной реформой, законодательством в сфере интеллектуальной собственности.
Согласно аналитике движения ЧЕСТНО за год работы парламента 9 созыва законопроекты Пидласой принимали довольно часто. В 2020 году 30 из 77 поданных инициатив стали законами. Также большинство поданных ею поправок обычно учитывают.
В мае 2022 года Пидласа выступала на Всемирном экономическом форуме в Давосе с призывом разблокировать украинские морские порты и возобновить экспорт агропродукции из Украины.
Инициировала денонсацию Договора о зоне свободной торговли с СНГ.

## Рейтинги
- «100 самых влиятельных украинцев» по версии журнала «Фокус» — № 58[15].
- перспективные украинские политики (2021) по версии издания Gazeta.ua — № 4[16].
- полезность народных депутатов от VoxUkraine — № 4[17].
- «100 самых влиятельных женщин» по версии журнала «Фокус»(2019)[18].